# プログラミング生放送
「プログラミング生放送」（-なまほうそう）とは、コンピュータプログラミングに関するニコニコ動画のコミュニティ。略称「プロ生」。

## 概要
日本全国各地でプログラミングの勉強会を行なっており、ニコニコ生放送（以下「ニコ生」）などでストリーミング生中継されるだけでなくMISAOを使って視聴者によるニコ生やTwitterでのコメントがスクリーンに映しだされ、講演者とのリアルタイムなやり取りが可能なのが特徴。高校生など低年齢層の参加も目立つ。
主催者の5zjは、ニコ生番組の開始を告げる「ニコ生アラート」やニコニコ生放送を使った「ニコ生タイピング」の開発者として知られている。2012年4月にドワンゴが開催した「ニコニコ超会議」でも勉強会を主催し、ニコニコ動画の開発者で知られる戀塚昭彦が出演した。

## プロ生ちゃん
架空の17歳女子高生という設定の「プロ生ちゃん」こと、「暮井 慧」（くれい けい、CV：上坂すみれ、キャラクターデザイン：Ixy）がプロ生のマスコットキャラクターになっており、2012年8月に窓の杜でApp Inventor（前編、後編）とTouchDevelop（該当記事）といったアプリケーション開発環境の解説に登場している。
また、Visual Studioのエディタ画面の背景に暮井慧を登場させる「プロ生ちゃん IDE」という拡張機能や、写真に暮井慧を合成させる「プロ生ちゃんフォト」 というWindows Phoneアプリが5zjによって開発、配布されている。
かつてチェッカーキャブに所属していたタクシー事業者、互助交通有限会社（東京都墨田区江東橋）はプログラミング生放送のラッピング広告車（展示用のフルラッピング車および運行用の屋外広告物扱い）を所有しており、「プロ生ちゃんタクシー」と名付けられていた。同社が日本交通グループに営業権を譲渡したことで運行を終了した。